# Limonia splendens
Limonia splendens är en tvåvingeart som beskrevs av Carl Ernst Otto Kuntze 1920. Limonia splendens ingår i släktet Limonia och familjen småharkrankar. Inga underarter finns listade i Catalogue of Life.